# Coronea

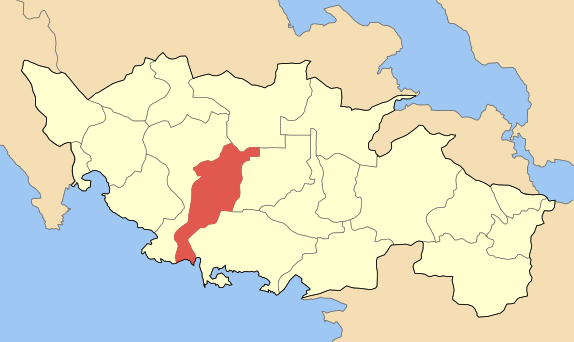
Territorio de la moderna Coronea.

Mapa de la antigua Beocia. La antigua Coronea se hallaba al sur del lago Copaide, que fue drenado en el.

Coronea (en griego, Κορώνεια) fue una ciudad de Beocia en el monte Helicón. Fue mencionada por Homero en el Catálogo de las naves de la Ilíada.
Según Estrabón había sido fundada por los beocios que fueron expulsados por los tesalios de Arne, después de la guerra de Troya. Estos construyeron el templo de Atenea Itonia, en la orilla del río Cuarios o Curalios (del nombre del río de Tesalia), donde se hacía el festival de las Pambeocias, celebración para todas las ciudades de Beocia. Según Pausanias el fundador epónimo fue Corono.
En el año 395 a. C. estaba unida con Haliarto y Lebadea formando uno de los distritos que suministraba magistrados a la Liga Beocia. Entre las tres ciudades proporcionaban un beotarca.
En la ciudad o cercanías se libraron algunas batallas:
- La primera ocurrió en 447 a. C. La ciudad de Queronea, al noroeste de Coronea, estaba en poder de los partidarios de Atenas que ejercían la supremacía en Beocia, y un golpe de Estado dio el poder al partido rival. Los atenienses enviaron a Tólmides con un pequeño ejército y recuperó la ciudad, pero fue derrotado en los alrededores, en la llanura entre Queronea y Coronea, por una alianza beocia contraria a Atenas. Tólmides murió en la batalla y Atenas perdió la supremacía en Beocia.

- En 394 a. C., Agesilao II derrotó a los tebanos y a sus aliados en la llanura al frente de la ciudad.

- En la tercera guerra sagrada fue ocupada por Onomarco al frente de los focidios.

En 338 a. C., Filipo II de Macedonia, después de ganar la batalla de Queronea, dio la ciudad a Tebas, y después tomó partido por los reyes de Macedonia en sus dos guerras contra Roma.
En el siglo II, Pausanias destacó de Coronea, además del templo de Atenea Itonia que estaba en el camino que partía hacia Alalcómenas, un altar de Hermes Epitelio y otro de los vientos, ambos en el ágora; así como un santuario de Hera con una imagen realizada por Pitodoro de Tebas.
Los restos de la ciudad antigua se encuentran en una colina ubicada 2 km al este del pueblo de Agios Georgios.